# Air Algérie
Pour les articles homonymes, voir DAH et Air (homonymie).
Always caring for you
« Prendre toujours soin de vous »
Air Algérie (en arabe : الخطوط الجوية الجزائرية, code IATA: AH; code OACI: DAH) est la compagnie aérienne nationale algérienne créée en 1947.
Elle assure depuis son hub à l'aéroport d'Alger - Houari-Boumédiène des vols vers 47 pays en Europe, en Afrique, en Asie, en Amérique du Nord et au Moyen-Orient, et prévoit de lancer 16 nouvelles destinations internationales, en Afrique, en Asie, en Europe, en Amérique du Nord et en Amérique du Sud. Elle dessert également 33 destinations sur le territoire algérien. Elle est membre de l'Association internationale du transport aérien, de l'Association des compagnies aériennes africaines et de l'Arab Air Carriers Organization.Air Algérie possède la certification IOSA de l'IATA.

## Histoire

### Création et débuts

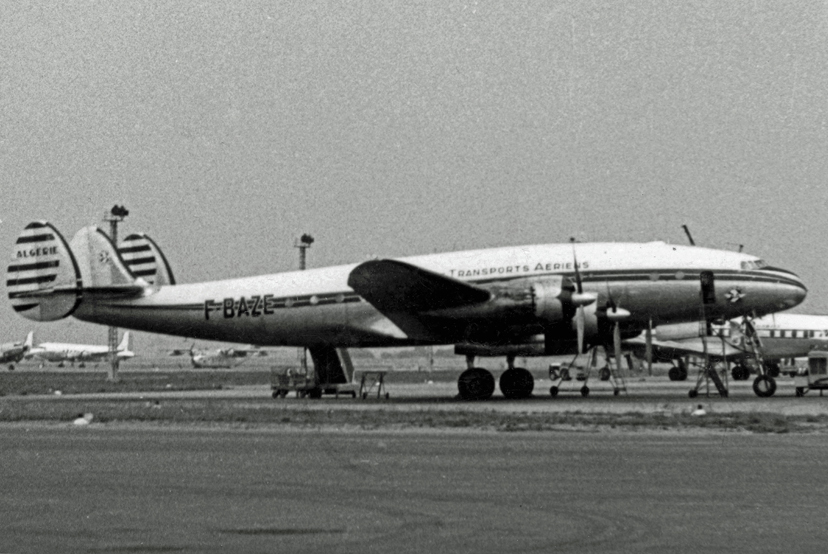
Lockheed L749A Air Algérie à Orly en 1957.

En 1946, la Compagnie générale des transports aériens (CGTA) est créée. Au début de 1947, la compagnie propose des vols charters entre l'Algérie et l'Europe. Vers la fin des années 1940 la Compagnie Air Transport (CAT), une filiale d'Air France, est créée. La CGTA se hissera rapidement au niveau des principales compagnies aériennes mondiales et assurera, avec Air France, la plus grande partie du trafic vers la métropole au départ d'Alger, Oran ou Constantine. Avec la chute du trafic aérien après 1951, une fusion entre la CGTA et la CAT était en considération.
Le 23 mai 1953, la CGTA et la CAT fusionnent et forment la Compagnie générale de transports aériens Air Algérie. La flotte de la nouvelle compagnie était constituée de six Sud-Ouest Bretagne, cinq DC-3 et trois DC-4. Le quadrimoteur Breguet 763 Provence, familièrement appelé Deux-Ponts, est mis en service par Air France en mars 1953. La même compagnie met en service le biréacteur SE 210 Caravelle sur la ligne Alger - Paris le 15 décembre 1959, suivie de peu par Air Algérie en janvier 1960.
À partir de 1955, avec la découverte du pétrole et la Guerre d'Algérie, les besoins en transport aérien de personnel et de fret augmentent considérablement. L'Algérie et le Sahara se couvrent d'un réseau très dense, alors qu'un véritable pont aérien est mis en place sur la Méditerranée; pont aérien qui connaîtra son maximum d'activité durant les moments de rapatriement des pieds-noirs vers la France.

### Après l'indépendance

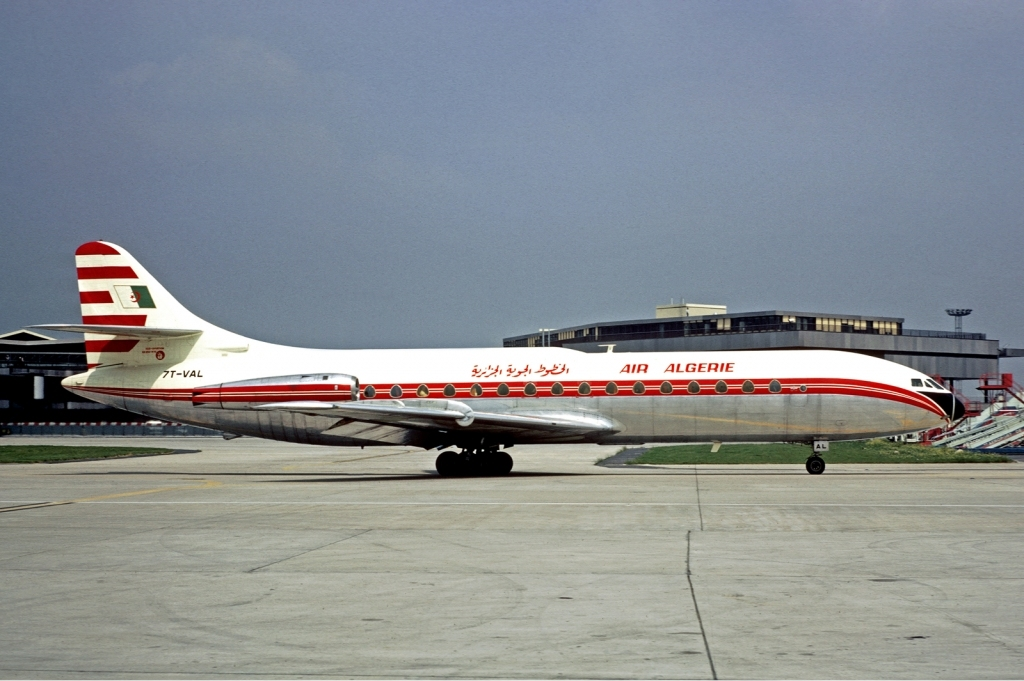
Une Caravelle d'Air Algérie à Paris-Orly.

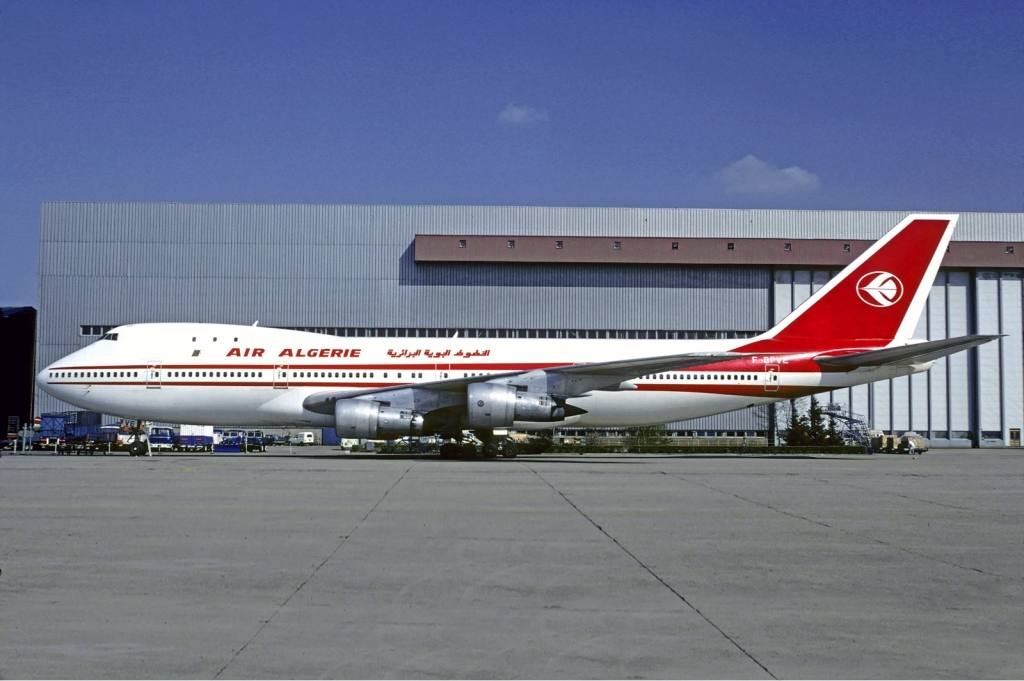
Un Boeing 747-100 d'Air Algérie à Orly.

Avant l'indépendance de l'Algérie, la Compagnie générale transatlantique et la Compagnie de navigation mixte détenaient 98 % des parts d'Air Algérie,. À la suite de l'indépendance, la Délégation Générale en Algérie et Air France prennent le contrôle de la compagnie. En mars 1963, l'État algérien devient actionnaire majoritaire d'Air Algérie lorsque Air France lui cède 31 % de ses parts. Air Algérie devenait alors la compagnie nationale de l'Algérie. En avril 1964, le gouvernement algérien augmenta sa participation à 57 % dans la compagnie. Durant cette période, l'Iliouchine Il-18 entra en service sur la ligne Alger-Moscou. Huit DC-4 opéraient sous les couleurs de la compagnie en avril 1968. Cette année-là, quatre Convair 440 de Lufthansa furent acquis et convertis en la version 640 pour remplacer les vieux DC-4. À l'époque, les vols charters constituaient près de 20 % des opérations de la compagnie.
En mars 1970, l'État algérien contrôlait 83 % de la compagnie. La flotte était constitué de cinq Caravelles, quatre CV-640, trois DC-3, un DC-4 et un Boeing 737-200. En mai 1972, Air Algérie fusionne avec la Société de travail aérien, une compagnie constituée en 1968 qui effectue des vols intérieurs et devient la Société nationale de transport et de travail aérien Air Algérie. En août, la compagnie commande trois Fokker F27-400. Le 15 décembre 1972, l'État algérien rachète les 17 % encore détenus par Air France et porte sa participation à 100 %. En 1975, une nouvelle ligne vers Karachi est ouverte. En novembre 1979, la compagnie commande quatre Boeing 727 pour 62 millions de dollars.

### Les années 1980 et 1990

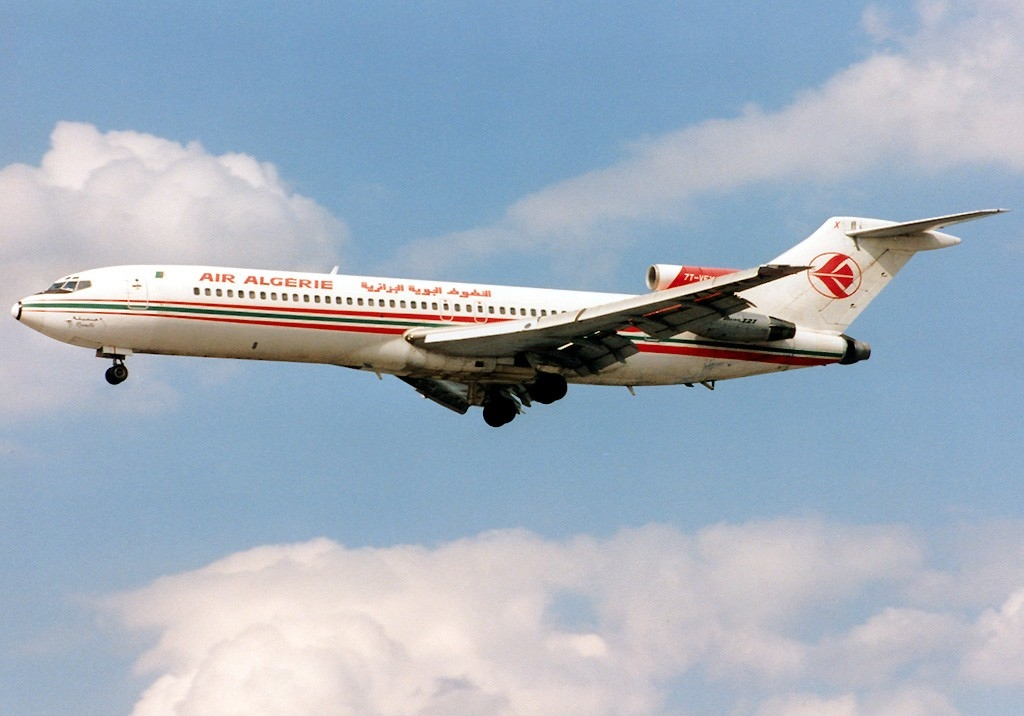
Un Boeing 727-200 en approche à Heathrow.

En 1980, Air Algérie employait 5 621 employés et opérait une flotte de 57 appareils. La compagnie offrait plusieurs vols internationaux, notamment vers la Belgique, la Bulgarie, la Tchécoslovaquie, la Yougoslavie, la France, l'Allemagne, l'Italie, l'Espagne, le Royaume-Uni, la Libye, la Roumanie, l'Égypte, l'Espagne, la Suisse et l'URSS. De plus le réseau intérieur de la compagnie s'étendait graduellement. En 1983, Air Algérie employait 6 900 personnes et disposait d'une flotte de 66 appareils. Elle possédait une filiale Inter Air Service (IAS). Celle-ci s'occupait des lignes intérieures, alors qu'Air Algérie gérait réseau international. En 1984, Air Algérie est devenu le 48e client d'Airbus en commandant deux A310. Toujours en 1984, Air Algérie absorbe sa filiale IAS et se voit donner la charge de gestion des aérogares. En 1987, la compagnie est déchargée de la gestion des aérogares. En 1989, Air Algérie commande trois Boeing 767-300 au coût de 264 millions de dollars.

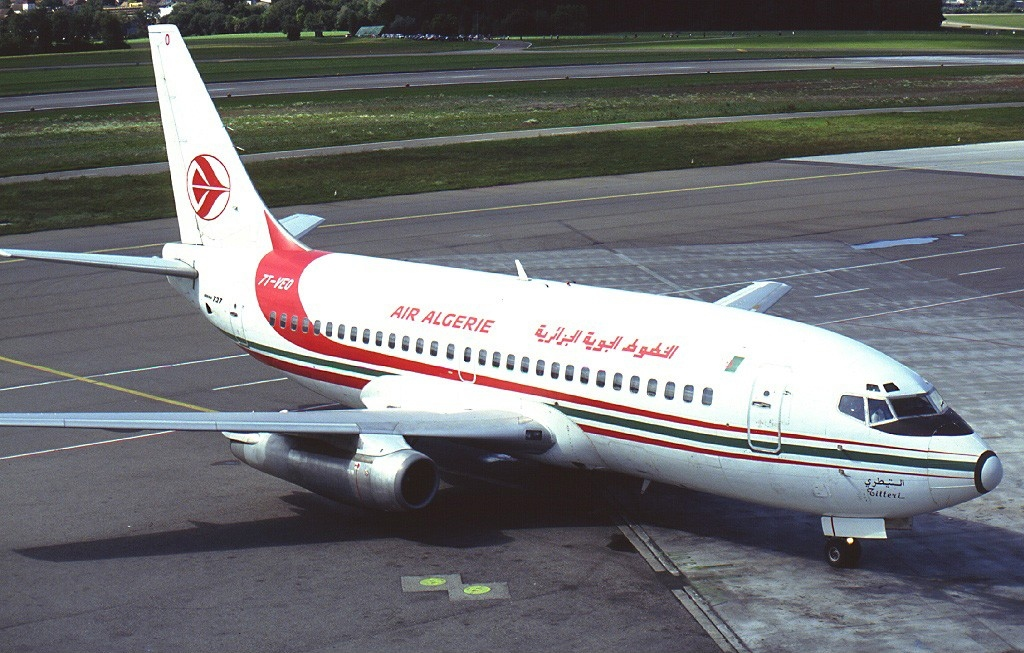
Un Boeing 737-200 7T-VEO d'Air Algérie.

La compagnie reçoit son premier Boeing 767-300 vers le milieu de l'année 1990. Cette année-là, la compagnie entrait dans un processus de restructuration qui dura jusqu'en 1995. Ce processus faisait suite à des années de déficit. La compagnie avait perdu 64 millions de dollars seulement lors de l'année 1990. La dette d'Air Algérie s'élevait à 402 millions de dollars à la suite de la dévaluation de la monnaie locale en raison de la crise financière qui secouait l'Algérie depuis la chute du prix du baril de pétrole. La restructuration a semblé porter ses fruits puisque la compagnie enregistra un profit de 14,5 millions de dollars en 1992. En 1997, Air Algérie devient une société par actions avec un capital de 2,5 milliards de dinars. En 1998, l'Algérie libéralise le transport en commun. Air Algérie s'allie avec la Sonatrach et crée Tassili Airlines en 1998.

### Les années 2000 et 2010
En 2000, le capital d'Air Algérie est porté à 6 milliards de dinars. En 2002, il est porté à 14 milliards de dinars.
Air Algérie, a modernisé sa flotte avec l'introduction de nouveaux Boeing 737-800 dans un premier temps, pour remplacer les 727 et les 737-200, et aussi, dans un second temps, l'achat d'Airbus A330-200 qui permet de lancer de nouvelles lignes long-courrier comme la ligne Alger - Montréal, Alger - Pékin et Alger - Dubai et l'achat de Boeing 737-800 pour augmenter les activités moyen-courrier de la compagnie. Air Algérie a entrepris un nouveau plan d’acquisition de Boeing 737-800,737-700 Convertible fret/pax et d'Airbus A330-200 pour remplacer les Boeing 767-300.
Le 6 mars 2003, Air Algérie connaît le plus grave crash de son histoire : le Boeing 737-200 du vol d'Air Algérie no 6289 assurant la liaison entre Tamanrasset et Alger s'écrase à Tamanrasset juste après le décollage, faisant 102 morts et 1 survivant. Un tragique accident imputable à la déficience du moteur droit (le Boeing 737-200 étant équipé de deux réacteurs Pratt et Whitney).

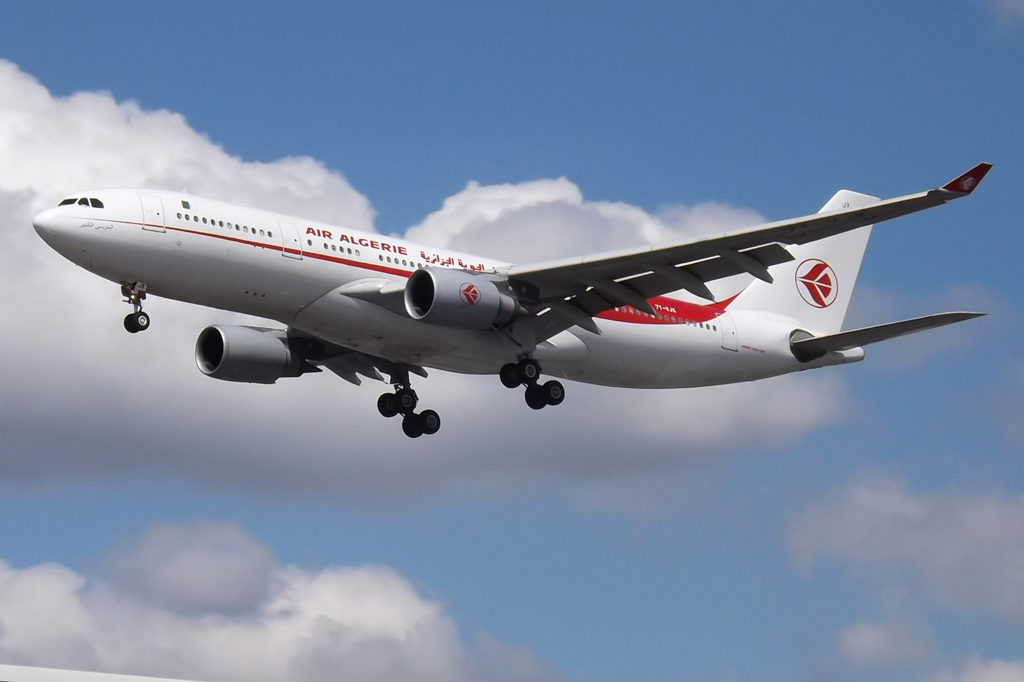
Un Airbus A330-200 7T-VJX d'Air Algérie.

En 2006, crash d'un avion cargo d'Air Algérie en Italie, faisant trois morts.
En 2007, ouverture de la ligne directe Alger - Montréal, le capital d'Air Algérie est porté à 43 milliards de dinars.

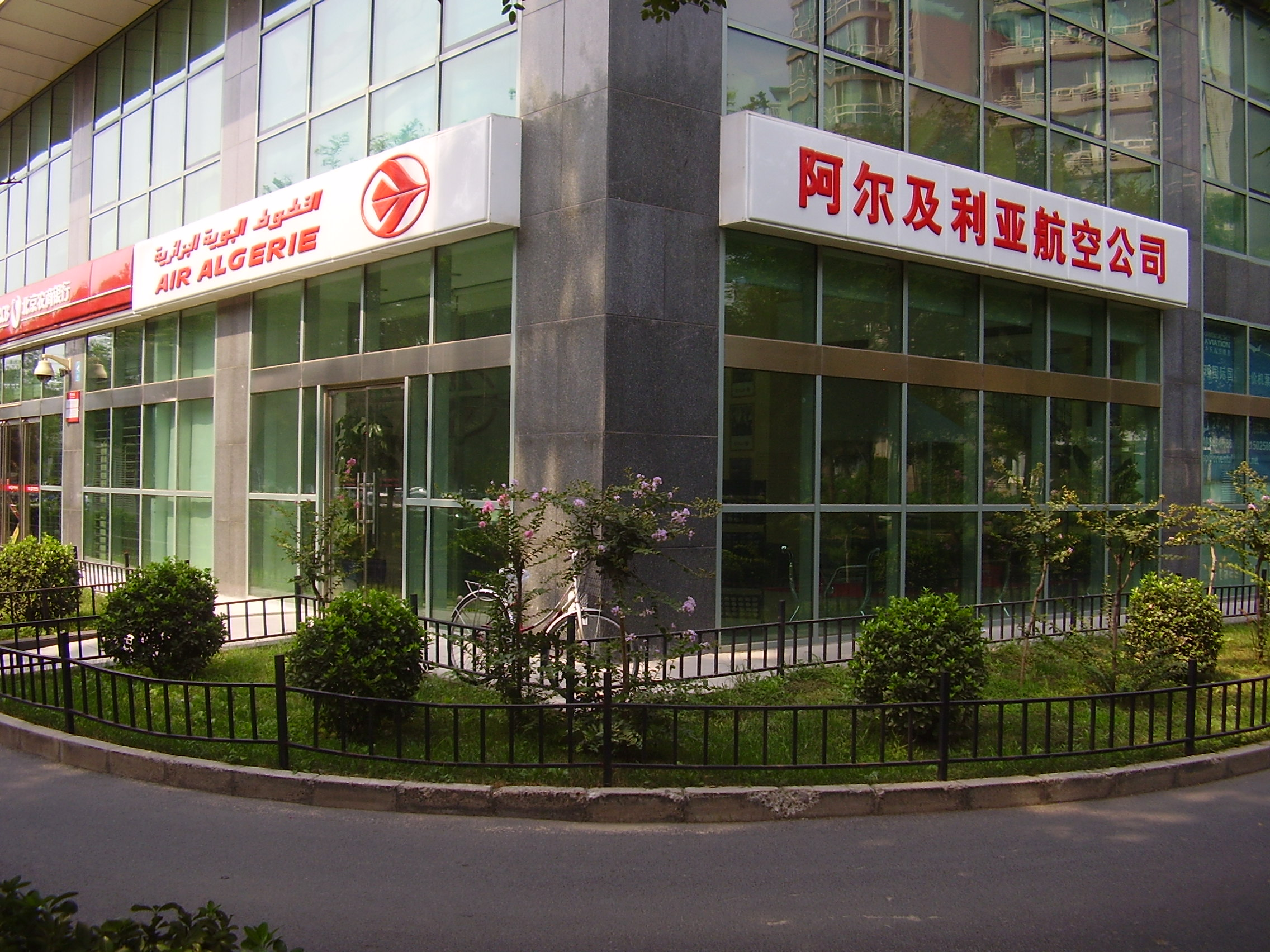
Bureaux d'Air Algérie à Pékin.

En 2009, ouverture d'une ligne directe Alger - Pékin.

### Les années 2010 et 2020
En 2011, à la suite d'une grève du personnel, Mohamed Salah Boultif devient le nouveau P-DG de la compagnie.
Le 24 juillet 2014, un MD-83 de la compagnie aérienne espagnole Swiftair qui opérait pour Air Algérie le vol 5017, transportant 118 passagers au total de 16 nationalités différentes, dont 110 passagers et 6 membres de l'équipage (tous espagnols), qui assurait la liaison Ouagadougou - Alger disparaît des radars pour s'écraser 50 minutes après son décollage du Burkina Faso au nord du Mali, dans la région de Gossi, non loin de la frontière avec le Burkina.
En 2015, Air Algérie s'équipe de nouveaux appareils, de deux Boeing 737-700 C et de huit Boeing 737-800, la volonté d'Air Algérie de faire de l'Aéroport d'Alger - Houari Boumédiène un hub avec comme objectif d'atteindre les 10 millions de voyageurs par an. Les axes prévus : un redéploiement vers l'Afrique qui va entrer dans sa phase active, mais aussi l'ouverture de nouvelles routes vers les États-Unis et l'Asie.
Le 2 avril 2015, Air Algérie réceptionne lun des trois Airbus A330-200 commandés en 2014 dans le cadre de son plan de développement 2013-2017.
Le 30 mai 2015, Air Algérie réceptionne le deuxième Airbus A330-200 commandé en 2014.
Le 1er juillet 2015, Air Algérie réceptionne son troisième Airbus A330-200.
En 2015, début du programme de formation 200 pilotes en coopération avec CAE Oxford (en) au sein du campus oxfordien de l'académie.
En 2016, Air Algérie se dote d'un 737-700 convertible pour le fret.
Le 16 février 2015, le conseil d'administration s'est réuni pour élire Bakhouche Alleche comme DG par intérim et Abboud Achour comme président du Conseil d'administration de l'entreprise.

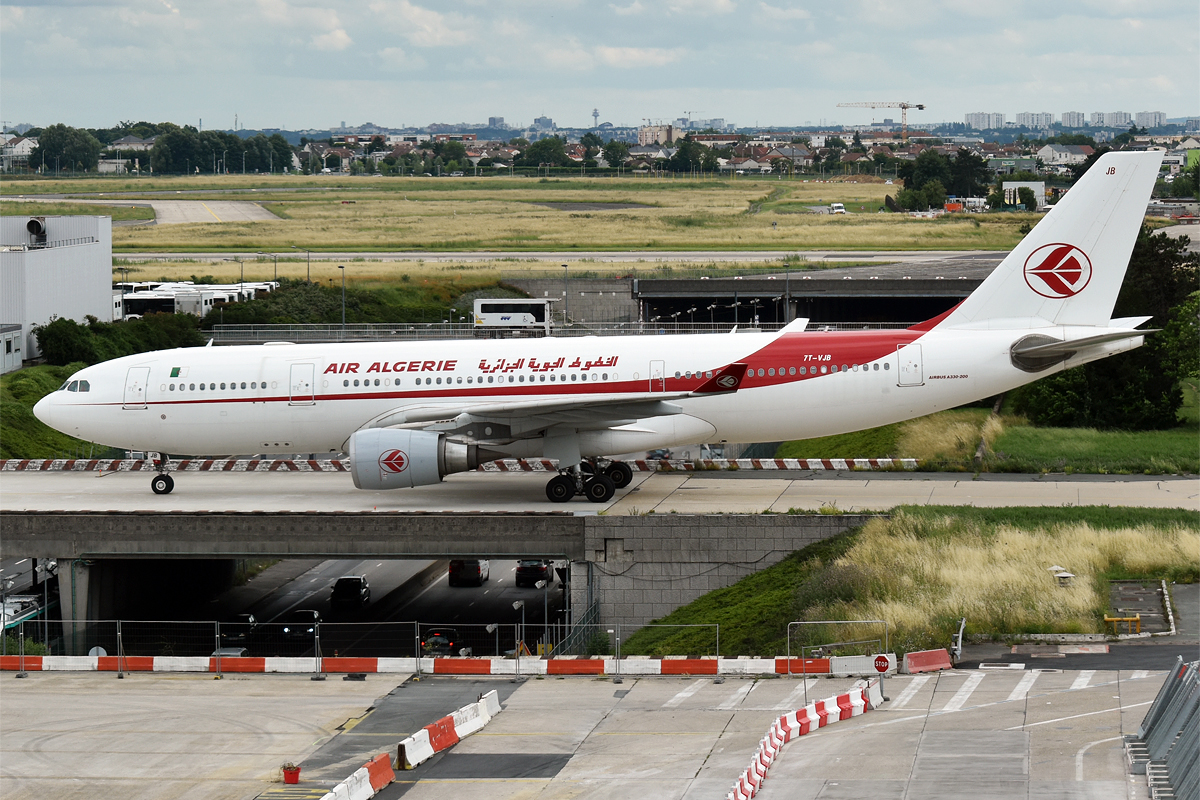
Un Airbus A330-200 d'Air Algérie à l'aéroport de Paris Charles-De-Gaulle.

Le 2 juillet 2019, Air Algérie lance le paiement en ligne par carte CIB et Gold d'Algérie Poste. Elle lance aussi l'application Air Algérie sur IOS et Android depuis mars 2019.
En janvier 2019, Air Algérie a trouvé un accord pour la vente de ses trois Boeing 767-300 à une entreprise privé américaine. Le dernier a quitté l'aéroport d'Alger Houari Boumédiène le 27 janvier 2019 en direction des États-Unis.

### Les années 2020
Le 3 mars 2020, un Airbus A330-200 d'Air Algérie a rapatrié 130 ressortissants algériens, tunisiens, libyens et mauritaniens à Wuhan en Chine en raison de la pandémie de Covid-19, et a suspendu ses vols avec Pékin.
Le 16 mars 2020, Air Algérie suspend ses vols vers l'Italie, l'Espagne, la France, et le Maroc en raison de la pandémie de Covid-19. Quelques jours après le 21 mars, Air Algérie a décidé de suspendre tous ses vols nationaux et internationaux.
Le 1er juin 2021, après plus d'une année de suspension de ses vols internationaux en raison de la pandémie de Covid19, Air Algérie a repris partiellement ses vols vers la France (Paris et Marseille), l'Espagne (Barcelone), la Turquie (Istanbul) et la Tunisie (Tunis).
Au total, sur l'ensemble de l'année 2021, Air Algérie enregistre moins de 2 millions de passagers, soit une baisse de la fréquentation de 30 % par rapport à 2019, dernière année avant la pandémie. Les vols nationaux représentent 80 % de l'activité totale de la compagnie.
Air Algérie prévoir également d'acheter une première série de 15 appareils et à terme une trentaine d'appareils pour lequel 1,6 milliard d’euros ont déjà été prévus.
En mars 2022, Air Algérie annonce son intention d'augmenter considérablement son offre en ouvrant plus de 108 nouvelles destinations internationales pour la haute-saison. Cinq mois plus tard, la compagnie indique augmenter encore son offre pour l'été avec une trentaine de destinations supplémentaires en raison d'une forte demande. Ce réajustement a été motivé par Yacine Benslimane, le nouveau président de la compagnie nommé en juin par Abdallah Moundji, le nouveau ministre chargé des transports.
En mai 2023, Air Algérie commande chez Boeing huit Boeing 737 Max 9, avec une livraison prévu en 2027. Le 1er juin 2023, Air Algérie commande chez Airbus 5 Airbus A330-900 neo et 2 Airbus A350-1000.
Dans la foulée, un appel d'offres a été émis par Air Algérie pour la location en dry lease de 4 Airbus A330 ceo, 2 Airbus A330-900, 2 Boeing 737-800 et 2 Boeing 737 Max 9.
Le 20 juin 2023 durant le salon du Bourget à Paris, Air Algérie a signé un protocole d’accord pour 2 B737-800BCF (Boeing Converted Freighter), les 2 737-800BCF viendront rejoindre le seul B737-800BCF de la flotte entré en service en 2018. Ils serviront exclusivement aux vols cargo.
Le 6 juillet 2024 le nouveau siège social de la compagnie a été inauguré dans le quartier d'affaires de Bab Ezzouar non loin de l'aéroport d'Alger, ce même siège porte le nom de Saïd Ait Messaoudène qui fut l’un des premiers pilotes algériens, mais aussi, le père, et l'organisateur de la nationalisation du transporteur aérien en 1972 ainsi que le troisième directeur général d'Air Algérie. 
Lors de cette inauguration le PDG d'Air Algérie Hamza Benhamouda a par la même occasion évoqué la création d'une nouvelle académie de formation du personnel d'Air Algérie.
Cette académie devra se charger de former les techniciens de maintenance aéronautique, des personnels navigants commerciaux (PNC) ainsi que des pilotes de ligne (PNT) d'Air Algérie.
Début janvier 2025 le ministre des transports Saïd Sayoud avait confirmé l'achat de 16 nouveaux appareils contre 15 initialement.
Quelques jours plus tard, le PDG d'Air Algérie Hamza Ben Hamouda a confirmé ce nombre et a confirmé une modification de la commande initiale en transformant la commande des deux d'A350-1000 en trois A330-900neo ce qui porte à une commande de huit A330-900neo.
Le 12 mars 2025 à la suite d'une réunion de travail consacrée au transport aérien, le président algérien Abdelmajid Tebboune a annoncé la création d'une nouvelle compagnie aérienne filiale d'Air Algérie, pour la réalisation des vols intérieurs.
Le 3 juillet 2025, le PDG d'Air Algérie annonce la création d'une filiale dédiée aux vols intérieurs Domestic Airlines. Dans la foulée Air Algérie effectue une commande record de 16 ATR 72-600. Air Algérie annonce aussi absorber la compagnie aérienne Tassili Airlines et récupérer ainsi sa flotte et les destinations opérées par celle-ci.

## Destinations
Le réseau couvert par Air Algérie est de 96 400 km. Plus de 6,5 millions de passagers et près de 20 000 tonnes de fret sont transportés chaque année par la compagnie. En 2018, Air Algérie a transporté environ 6,5 millions de passagers ce qui fait d'Air Algérie la 4e compagnie africaine derrière Ethiopian Airlines, EgyptAir et Royal Air Maroc mais devant South African Airways ou Kenya Airways.
Le réseau international est de quarante-cinq villes desservies dans trente pays en Europe, Moyen-Orient, Asie, Afrique et Amérique - est adossé à un réseau intérieur reliant 31 villes. Air Algérie a produit près de 5 milliards de sièges-kilomètres offerts (SKO) et a réalisé 3,3 milliards de passagers-kilomètres transportés (PKT)[réf. nécessaire]. Le groupe possède 40 agences en Algérie et 27 agences à l'international.
À l'international pour le marché français (le principal marché pour Air Algérie) en 2019 elle a transporté 2 884 584 passagers (+8,1 % par rapport à 2018) et 16 037 tonnes de cargo. Air Algérie possède 66 % de part de marché ce qui fait d'elle le plus gros transporteur entre la France et l'Algérie devant Air France, Transavia ou ASL Airlines France.
La compagnie exploite cinq lignes long-courrier vers Montréal, Pékin, Johannesbourg, Doha et Dubaï en Airbus A330-200. Elle propose sur ses vols long-courrier une classe économique, une classe affaires et depuis 2015 une classe premium économique.
| Pays                | Ville                 | Aéroport                                                  | Aéroport(s) de départ en Algérie | Notes                                 |
| ------------------- | --------------------- | --------------------------------------------------------- | --- | ------------------------------------- |
| Algérie             | Alger                 | Aéroport d'Alger - Houari-Boumédiène                      | Aéroport d'Adrar, Aéroport d'Annaba, Aéroport de Batna, Aéroport de Béchar, Aéroport de Béjaïa, Aéroport de Biskra, Aéroport de Bordj Mokhtar, Aéroport de Chlef, Aéroport de Constantine, Aéroport de Djanet, Aéroport d'El Bayadh, Aéroport d'El Goléa, Aéroport d'El Oued, Aéroport de Ghardaïa, Aéroport d'Hassi Messaoud, Aéroport d'Illizi, Aéroport d'In Amenas, Aéroport d'In Salah, Aéroport de Jijel, Aéroport de Laghouat, Aéroport de Méchria, Aéroport d'Oran, Aéroport d'Ouargla, Aéroport de Sétif, Aéroport de Tamanrasset, Aéroport de Tébessa, Aéroport de Timimoun, Aéroport de Tindouf, Aéroport de Tlemcen, Aéroport de Touggourt | Hub d'Air Algérie                     |
| Algérie             | Adrar                 | Aéroport d'Adrar - Touat - Cheikh Sidi Mohamed Belkebir   | Aéroport d'Alger, Aéroport de Bordj Mokhtar, Aéroport de Constantine, Aéroport d'Illizi, Aéroport d'In Salah, Aéroport d'Oran, Aéroport d'Ouargla, Aéroport de Tamanrasset, Aéroport de Ghardaïa |                                       |
| Algérie             | Annaba                | Aéroport d'Annaba - Rabah-Bitat                           | Aéroport d'Alger, Aéroport d'Oran |                                       |
| Algérie             | Batna                 | Aéroport de Batna - Mostepha Ben Boulaid                  | Aéroport d'Alger |                                       |
| Algérie             | Béchar                | Aéroport de Béchar - Boudghene Ben Ali Lotfi              | Aéroport d'Alger, Aéroport de Constantine, Aéroport d'Oran, Aéroport de Tindouf |                                       |
| Algérie             | Béjaïa                | Aéroport de Béjaïa - Soummam - Abane Ramdane              | Aéroport d'Alger |                                       |
| Algérie             | Biskra                | Aéroport de Biskra - Mohamed Khider                       | Aéroport d'Alger |                                       |
| Algérie             | Bordj Badji Mokhtar   | Aéroport de Bordj Mokhtar                                 | Aéroport d'Alger, Aéroport d'Adrar, Aéroport de Tamanrasset |                                       |
| Algérie             | Chlef                 | Aéroport de Chlef                                         | Aéroport d'Alger |                                       |
| Algérie             | Constantine           | Aéroport de Constantine - Mohamed Boudiaf                 | Aéroport d'Alger, Aéroport d'Adrar, Aéroport de Béchar, Aéroport de Ghardaïa, Aéroport d'Hassi Messaoud,Aéroport d'Oran, Aéroport d'Ouargla, Aéroport de Tamanrasset, Aéroport de Tindouf | Base Air Algérie                      |
| Algérie             | Djanet                | Aéroport de Djanet - Tiska                                | Aéroport d'Alger, Aéroport d'Illizi, Aéroport d'Oran, Aéroport d'Ouargla, Aéroport de Tamanrasset |                                       |
| Algérie             | El Bayadh             | Aéroport d'El Bayadh                                      | Aéroport d'Alger |                                       |
| Algérie             | El Menia              | Aéroport d'El Goléa                                       | Aéroport d'Alger, Aéroport d'Ouargla, Aéroport de Tamanrasset |                                       |
| Algérie             | El Oued               | Aéroport d'El Oued - Guemar                               | Aéroport d'Alger, Aéroport d'Oran |                                       |
| Algérie             | Ghardaïa              | Aéroport de Ghardaïa - Noumérat - Moufdi Zakaria          | Aéroport d'Alger, Aéroport de Constantine, Aéroport d'Illizi, Aéroport d'Oran, Aéroport de Tamanrasset, Aéroport d'Adrar |                                       |
| Algérie             | Hassi Messaoud        | Aéroport d'Hassi Messaoud - Oued Irara - Krim Belkacem    | Aéroport d'Alger, Aéroport de Constantine, Aéroport d'In Amenas, Aéroport d'Oran, |                                       |
| Algérie             | Illizi                | Aéroport d'Illizi - Takhamalt                             | Aéroport d'Alger, Aéroport d'Adrar, Aéroport de Djanet, Aéroport de Ghardaïa, Aéroport d'Ouargla, Aéroport de Tamanrasset |                                       |
| Algérie             | In Amenas             | Aéroport de Zarzaïtine - In Amenas                        | Aéroport d'Alger, Aéroport d'Hassi Messaoud, Aéroport d'Oran, Aéroport d'Ouargla |                                       |
| Algérie             | In Salah              | Aéroport d'In Salah                                       | Aéroport d'Alger, Aéroport d'Hassi Messaoud, Aéroport de Tamanrasset |                                       |
| Algérie             | Jijel                 | Aéroport de Jijel - Ferhat Abbas                          | Aéroport d'Alger |                                       |
| Algérie             | Laghouat              | Aéroport de Laghouat - Moulay Ahmed Medeghri              | Aéroport d'Alger |                                       |
| Algérie             | Méchria               | Aéroport de Méchria                                       | Aéroport d'Alger |                                       |
| Algérie             | Oran                  | Aéroport d'Oran - Ahmed Ben Bella                         | Aéroport d'Alger, Aéroport d'Adrar, Aéroport d'Annaba, Aéroport de Béchar, Aéroport de Constantine, Aéroport de Ghardaïa, Aéroport d'Hassi Messaoud, Aéroport d'In Amenas, Aéroport d'Ouargla, Aéroport de Timimoun, Aéroport de Tindouf | Base Air Algérie                      |
| Algérie             | Ouargla               | Aéroport d'Ouargla - Aïn Beida                            | Aéroport d'Alger, Aéroport d'Adrar, Aéroport de Constantine, Aéroport de Djanet, Aéroport d'Illizi, Aéroport d'In Amenas, Aéroport de Tamanrasset |                                       |
| Algérie             | Sétif                 | Aéroport de Sétif - 8 Mai 1945                            | Aéroport d'Alger |                                       |
| Algérie             | Tamanrasset           | Aéroport de Tamanrasset - Aguenar - Hadj Bey Akhamok      | Aéroport d'Alger, Aéroport de Bordj Mokhtar, Aéroport d'El Goléa, Aéroport de Ghardaïa, Aéroport d'Illizi, Aéroport d'In Amenas, Aéroport d'In Salah, Aéroport d'Oran, Aéroport d'Ouargla |                                       |
| Algérie             | Tébessa               | Aéroport de Tébessa - Cheikh Larbi Tébessi                | Aéroport d'Alger |                                       |
| Algérie             | Tiaret                | Aéroport de Tiaret - Abdelhafid Boussouf Bou Chekif       | Aéroport d'Alger |                                       |
| Algérie             | Timimoun              | Aéroport de Timimoun                                      | Aéroport d'Alger, Aéroport d'Oran |                                       |
| Algérie             | Tindouf               | Aéroport de Tindouf                                       | Aéroport d'Alger, Aéroport de Béchar, Aéroport de Constantine, Aéroport d'Oran |                                       |
| Algérie             | Tlemcen               | Aéroport de Tlemcen - Zenata - Messali El Hadj            | Aéroport d'Alger |                                       |
| Algérie             | Touggourt             | Aéroport de Touggourt - Sidi Mahdi                        | Aéroport d'Alger |                                       |
| Afrique du Sud      | Johannesburg          | Aéroport international OR Tambo                           | Aéroport d'Alger |                                       |
| Allemagne           | Francfort-sur-le-Main | Aéroport de Francfort-sur-le-Main                         | Aéroport d'Alger |                                       |
| Arabie saoudite     | Djeddah               | Aéroport international Roi-Abdelaziz                      | Aéroport d'Alger, Aéroport d'Annaba, Aéroport de Constantine, Aéroport d'Oran, Aéroport d'Ouargla | Vol Hajj/Omra                         |
| Arabie saoudite     | Médine                | Aéroport international Prince Mohammad Bin Abdulaziz      | Aéroport d'Alger, Aéroport d'Annaba, Aéroport de Constantine, Aéroport d'Oran, Aéroport d'Ouargla | Vol Hajj/Omra                         |
| Autriche            | Vienne                | Aéroport de Vienne-Schwechat                              | Aéroport d'Alger |                                       |
| Belgique            | Bruxelles             | Aéroport de Bruxelles-National                            | Aéroport d'Alger, Aéroport d'Oran (vol saisoniers) |                                       |
| Burkina Faso        | Ouagadougou           | aéroport de Ouagadougou                                   | Aéroport d'Alger |                                       |
| Cameroun            | Douala                | Aéroport international de Douala                          | Aéroport d'Alger | [ 53 ]                                |
| Canada              | Montréal              | Aéroport international Pierre-Elliott-Trudeau de Montréal | Aéroport d'Alger |                                       |
| Chine               | Pékin                 | Aéroport international de Pékin-Capitale                  | Aéroport d'Alger |                                       |
| Chine               | Guangzhou             | Aéroport international de Guangzhou                       | Aéroport d'Alger | Ouverture de la ligne pour hiver 2025 |
| Côte d'Ivoire       | Abidjan               | Aéroport international Félix-Houphouët-Boigny             | Aéroport d'Alger |                                       |
| Égypte              | Le Caire              | Aéroport international du Caire                           | Aéroport d'Alger |                                       |
| Émirats arabes unis | Dubaï                 | Aéroport international de Dubaï                           | Aéroport d'Alger |                                       |
| Éthiopie            | Addis-Abeba           | Aéroport d'Addis-Abeba Bole                               | Aéroport d'Alger | [ 55 ]                                |
| Espagne             | Alicante              | Aéroport d'Alicante-Elche                                 | Aéroport d'Alger, Aéroport d'Oran, Aéroport de Tlemcen |                                       |
| Espagne             | Barcelone             | Aéroport de Barcelone-El Prat                             | Aéroport d'Alger, Aéroport d'Oran |                                       |
| Espagne             | Madrid                | Aéroport Adolfo Suárez Madrid-Barajas                     | Aéroport d'Alger |                                       |
| Espagne             | Palma                 | Aéroport de Palma de Majorque                             | Aéroport d'Alger |                                       |
| France              | Bordeaux              | Aéroport de Bordeaux-Mérignac                             | Aéroport d'Alger, Aéroport d'Oran |                                       |
| France              | Lille                 | Aéroport de Lille-Lesquin                                 | Aéroport d'Alger, Aéroport de Constantine, Aéroport d'Oran |                                       |
| France              | Lyon                  | Aéroport de Lyon-Saint-Exupéry                            | Aéroport d'Alger, Aéroport d'Annaba, Aéroport de Biskra, Aéroport de Batna, Aéroport de Béjaïa, Aéroport de Constantine, Aéroport d'Oran, Aéroport de Sétif, Aéroport de Tlemcen, |                                       |
| France              | Marseille             | Aéroport Marseille-Provence                               | Aéroport d'Alger, Aéroport d'Annaba, Aéroport de Batna, Aéroport de Béjaïa, Aéroport de Chlef, Aéroport de Constantine, Aéroport de Jijel (vol saisonier), Aéroport d'Oran, Aéroport de Sétif, Aéroport de Tlemcen, |                                       |
| France              | Metz/Nancy            | Aéroport de Metz-Nancy-Lorraine                           | Aéroport d'Alger, Aéroport de Constantine, Aéroport d'Oran (vol saisonier) |                                       |
| France              | Montpellier           | Aéroport de Montpellier-Méditerranée                      | Aéroport d'Alger, Aéroport d'Oran |                                       |
| France              | Mulhouse-Bâle         | Aéroport international de Bâle-Mulhouse-Fribourg          | Aéroport d'Alger, Aéroport de Constantine |                                       |
| France              | Nice                  | Aéroport de Nice-Côte d'Azur                              | Aéroport d'Alger, Aéroport de Constantine |                                       |
| France              | Paris                 | Aéroport de Paris-Charles-de-Gaulle                       | Aéroport d'Alger, Aéroport d'Annaba, Aéroport de Béjaïa, Aéroport de Biskra, Aéroport de Chlef, Aéroport de Constantine, Aéroport d'El Oued, Aéroport d'Oran, Aéroport de Sétif, Aéroport de Tlemcen, |                                       |
| France              | Paris                 | Aéroport de Paris-Orly                                    | Aéroport d'Alger, Aéroport d'Annaba, Aéroport de Batna, Aéroport de Béjaïa, Aéroport de Biskra, Aéroport de Constantine, Aéroport d'Oran, Aéroport de Sétif, Aéroport de Tlemcen, |                                       |
| France              | Toulouse              | Aéroport de Toulouse-Blagnac                              | Aéroport d'Alger, Aéroport de Constantine (vol saisonier), Aéroport d'Oran |                                       |
| Gabon               | Libreville            | Aéroport de Libreville Léon-Mba                           | Aéroport d'Alger | Ouverture de la ligne pour hiver 2025 |
| Italie              | Milan                 | Aéroport de Milan Malpensa                                | Aéroport d'Alger |                                       |
| Italie              | Rome                  | Aéroport Léonard-de-Vinci de Rome Fiumicino               | Aéroport d'Alger |                                       |
| Jordanie            | Amman                 | Aéroport d'Amman Reine-Alia                               | Aéroport d'Alger |                                       |
| Liban               | Beyrouth              | Aéroport international de Beyrouth - Rafic Hariri         | Aéroport d'Alger |                                       |
| Malaisie            | Kuala Lumpur          | Aéroport international de Kuala Lumpur                    | Aéroport d'Alger | Ouverture de la ligne pour hiver 2025 |
| Mali                | Bamako                | Aéroport international Modibo Keïta                       | Aéroport d'Alger |                                       |
| Mauritanie          | Nouakchott            | Aéroport international de Nouakchott-Oumtounsy            | Aéroport d'Alger |                                       |
| Niger               | Niamey                | Aéroport international Diori Hamani                       | Aéroport d'Alger |                                       |
| Nigeria             | Abuja                 | Aéroport international Nnamdi Azikiwe                     | Aéroport d'Alger | [ 56 ]                                |
| Pays-Bas            | Amsterdam             | Aéroport d'Amsterdam Schiphol                             | Aéroport d'Alger | [ 57 ]                                |
| Portugal            | Lisbonne              | Aéroport Humberto Delgado de Lisbonne                     | Aéroport d'Alger |                                       |
| Qatar               | Doha                  | Aéroport de Doha Hamad                                    | Aéroport d'Alger |                                       |
| Royaume-Uni         | Londres               | Aéroport de Londres-Heathrow                              | Aéroport d'Alger | [ 58 ]                                |
| Royaume-Uni         | Londres               | Aéroport de Londres Stansted                              | Aéroport d'Alger | [ 58 ]                                |
| Russie              | Moscou                | Aéroport de Moscou-Cheremetievo                           | Aéroport d'Alger |                                       |
| Russie              | Saint-Pétersbourg     | Aéroport de Poulkovo                                      | Aéroport d'Alger |                                       |
| Sénégal             | Dakar                 | Aéroport international Blaise-Diagne                      | Aéroport d'Alger |                                       |
| Suisse              | Genève                | Aéroport international de Genève                          | Aéroport d'Alger |                                       |
| Syrie               | Damas                 | Aéroport international de Damas                           | Aéroport d'Alger | [ 59 ]                                |
| Syrie               | Lattaquié             | Aéroport international Bassel el-Assad                    | Aéroport d'Alger, Aéroport international de Beyrouth - Rafic Hariri | [ 60 ]                                |
| Tanzanie            | Zanzibar              | Aéroport international Abeid Amani Karume de Zanzibar     | Aéroport d'Alger | Ouverture de la ligne pour hiver 2025 |
| Tchad               | N'djamena             | Aéroport international de N'djamena                       | Aéroport d'Alger | Ouverture de la ligne pour hiver 2025 |
| Tunisie             | Tunis                 | Aéroport international de Tunis-Carthage                  | Aéroport d'Alger, Aéroport d'Annaba (vol saisonier), Aéroport de Constantine |                                       |
| Turquie             | Istanbul              | Aéroport d'Istanbul                                       | Aéroport d'Alger, Aéroport de Constantine, Aéroport d'Oran, Aéroport d'Annaba |                                       |
| Turquie             | Antalya               | Aéroport d'Antalya                                        | Aéroport d'Alger (vol saisonier) |                                       |

## Flotte
|                 |                | Boeing 737-600 d'Air Algérie au décolage piste 18 de l'aéroport de Francfort |                |            |            |
| Airbus A330-200 | Boeing 737-800 | Boeing 737-600                                                               | Boeing 737-700 | ATR 72-600 | ATR 72-500 |

En juin 2022, la flotte d’Air Algérie comprend les avions suivants, d’un âge moyen de 11 ans. Début mai 2022, la compagnie Air Algérie a été autorisée à acquérir 16 nouveaux avions pour renforcer sa flotte. En septembre de la même année, une consultation internationale a été lancée pour l'acquisition de ces 16 nouveaux appareils pour sa filiale Domestic Airlines. 
Avec la création de Domestic Airlines et l'absorption de Tassili Airlines, Air Algérie souhaite porter sa flotte à 104 avions.
Durant l'été 2025 Air Algérie loue des avions à Hifly permettant des relations avec Montréal et Paris ou Londres en A330 entre autres

## Filiales
La compagnie nationale Air Algérie possède quatre filiales :

### Air Algérie Cargo

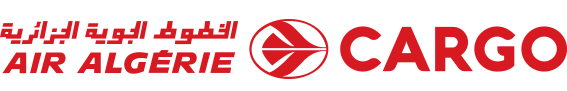
Logo d'Air Algérie Cargo.

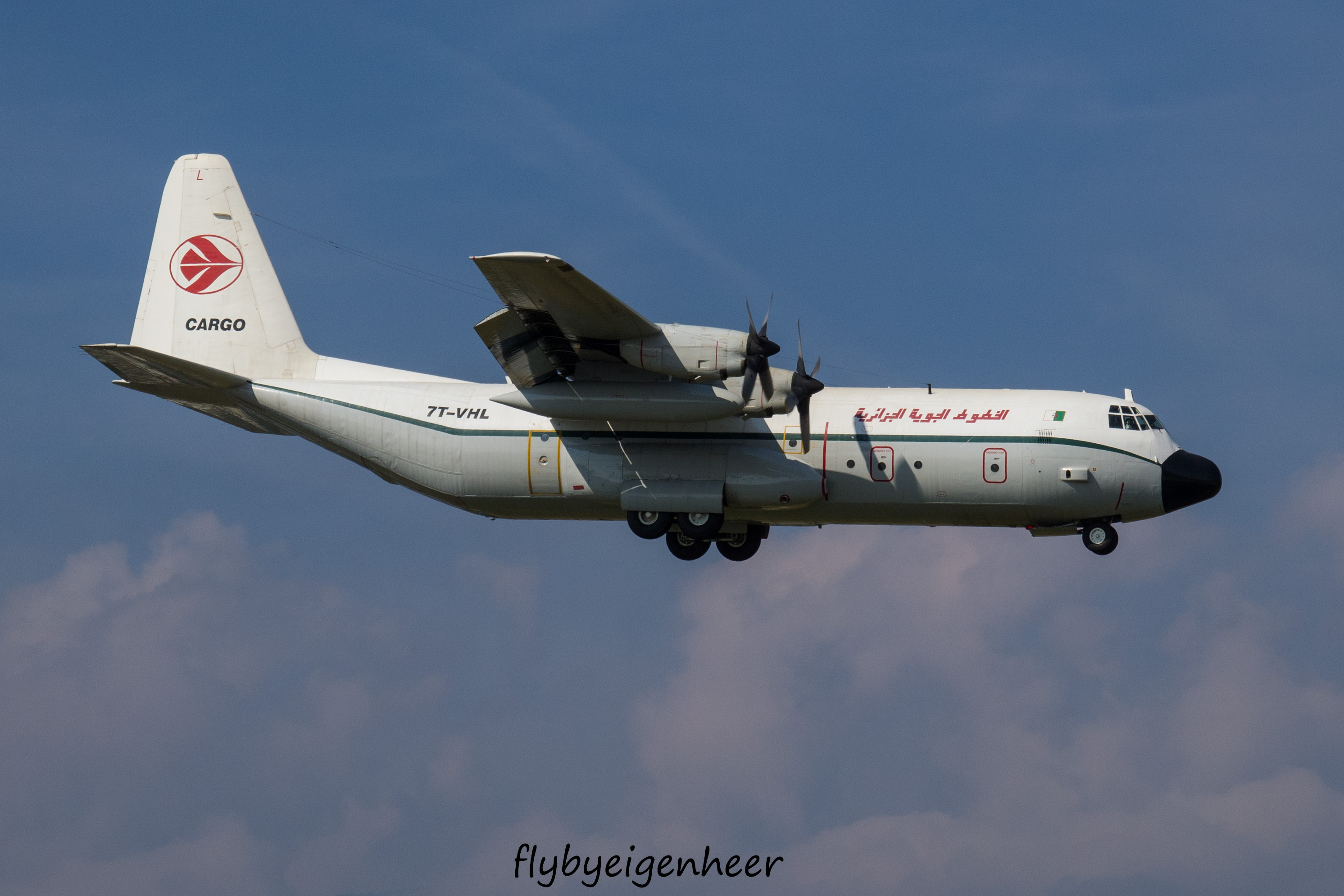
Avions Lockheed L-100-30 Hercules d'Air Algérie Cargo dans les airs.

La filiale Air Algérie Cargo est constitué d'un Boeing 737-800BCF (un ancien avion passagers converti par Boeing en avion cargo) et un Lockheed L-100 Hercules. Air Algérie Cargo utilise aussi lors des périodes de faible demande pour les vols passagers deux Boeing 737-700C (C pour combi), des avions convertible en 30 min passagers vers cargo et inversement.
De plus, Air Algérie Cargo commercialise l'espace disponible en soute des avions Air Algérie ce qui lui permet de transporter du cargo en plus des vols passagers.
Air Algérie Cargo est basé à l'aéroport d'Alger - Houari-Boumédiène. En plus des vols passagers effectué par Air Algérie transportant du cargo elle assure des vols avec des avions 100 % cargo vers Paris, Marseille, Lyon, Madrid et Nouakchott.

### Air Algérie Catering

Logo d'Air Algérie Catering.

Air Algérie Catering travaille essentiellement dans le domaine du catering aérien, mais également dans d’autres services associés, tels que le duty free à bord des avions d'Air Algérie, des traitements des vols charters, VIP, VVIP, le service d'escale (handling), en plus de l’activité traiteur et autres services de support.
Air Algérie Catering travaille avec plus d’une quinzaine de compagnies aériennes en plus d'Air Algérie comme Royal Air Maroc, Emirates, EgyptAir, Air Canada, Tassili Airlines, Air France, Iberia, Tunisair, Turkish Airlines, Royal Jordanian. Elle fournit aussi les plateaux repas servi par la SNTF au sein des trains algériens.

### Air Algérie Handling
Air Algérie Handling prend en charge les opérations de manutention aéroportuaires (enregistrement des bagages, embarquement des passagers) au sein des aéroports algérien. Elle a pour principal client Air Algérie mais aussi s'occupe aussi du handling des compagnies étrangères sur le sol algérien.

### Air Algérie Technics
Air Algérie Technics est la filiale spécialisée dans la maintenance et la réparation des avions d'Air Algérie et d'autres compagnies aériennes comme la flotte de Boeing 737-800 de Tassili Airlines et les Boeing 737NG de ASL Airlines France, et  la flotte présidentielle algérienne (les ATR 72-600. 
Ses domaines d'intervention couvrent l’hydraulique, l’électronique, la pneumatique et le moteur. Elle possède ses installations dans des hangars au sein de l'Aéroport d'Alger - Houari-Boumédiène mais intervient aussi dans les aéroports algériens.
Air Algérie Technics possède des certifications spécifiques a la maintenance aéronautique telles que  EASA Partie 145, Association du transport aérien international (IATA), ISO, qui lui permettent d'être en mesure de fournir des services de maintenance et de réparation conformes aux normes internationales de sécurité aérienne, telles que celles définies par l'Organisation de l'aviation civile internationale (OACI). Elle dispose des agréments de l'aviation civile algérienne mais aussi de l'Agence européenne de la sécurité aérienne.

## Accidents et incidents
Selon le Bureau of Aircraft Accidents (en), avec 327 morts cumulés depuis avril 1967, Air Algérie est la 102e compagnie civile, en nombre de tués, sur 12 760.
Air Algérie compte 16 accidents depuis sa nationalisation en 1963 :
- Le 11 avril 1967, l'avion Douglas DC-4 immatriculé sous le numéro (7T-VAU), qui décollait de l'aéroport d'Alger en direction de l'aéroport de Tamanrasset, s'est écrasé à flanc de montagne à l'approche de l'aéroport. Les 6 membres de l'équipage périrent sur le coup avec 29 des 33 passagers ; les quatre autres ont été grièvement blessés (deux Algériens et deux Suisses).
- Le 26 juillet 1969, l'avion Sud-Aviation SE 210 Caravelle immatriculé sous le numéro (7T-VAK), qui décollait de l'aéroport Marseille-Provence en direction de l'aéroport de Biskra, un incendie aurait éclaté dans le compartiment électrique. L'accident s'est produit dans la ville de Hassi Messaoud, il a fait 33 morts et l'évasion de 4 membres d'équipage.
- Le 29 janvier 1971, l'avion bimoteur Beechcraft Queen Air immatriculé sous le numéro (7T-VSI), est affrété par une compagnie pétrolière exploitée par Air Algérie pour transférer quatre ingénieurs français et deux ingénieurs algériens à Biskra. En croisière par visibilité réduite, l'équipage entame la descente lorsque l'avion percute un versant montagneux situé dans le massif des Aurès. L'épave a été retrouvée près d'Arris, à environ 80 km au nord-est de l'aéroport de Biskra. Les huit occupants ont été tués, dont les pilotes français.
- Le 23 septembre 1973, l'avion Sud-Aviation SE 210 Caravelle immatriculé sous le numéro (7T-VAI), l'avion a été endommagé de façon irréparable après un accident d'atterrissage.
- Le 17 octobre 1975, l'avion bimoteur Beechcraft Queen Air immatriculé sous le numéro (7T-VSD), effectuait un vol spécial pour la National Oil Company Sonatrach exploitée par Air Algérie. L'avion s'est écrasé dans des circonstances inconnues à Lakhdaria, à environ 45 km au sud-est d'Alger. L'avion a été détruit et les neuf occupants ont été tués.
- Le 24 janvier 1979, l'avion Nord-Aviation N262 immatriculé sous le numéro (7T-VSU), qui décollait de Aéroport d'Adrar - Touat - Cheikh Sidi Mohamed Belkebir en direction de Aéroport de Béchar - Boudghene Ben Ali Lotfi, L'accident a causé la mort de 14 passagers et 9 passagers, dont l'équipage, ont survécu, et la cause de l'accident est le non-respect des procédures stipulées, manque de coordination de l'équipage et la fatigue de l'équipage de l'altimètre.
- Le 28 décembre 1990, l'avion Boeing 737, le vol 6201 a été détourné lors d'un vol intérieur de l'Aéroport de Ghardaïa - Noumérat - Moufdi Zakaria à l'Aéroport d'Alger - Houari-Boumédiène. L'avion a atterri à l'Aéroport d'Annaba - Rabah-Bitat, en Algérie, où les deux pirates de l'air ont exigé que l'avion soit ravitaillé. Il y avait 82 passagers à bord du vol. Au 30 décembre, tous les passagers avaient été libérés indemnes et les pirates de l'air se sont rendus aux autorités algériennes.
- Le 31 mars 1991, Un Algérien a détourné un Boeing 737 sur un vol intérieur de l'Aéroport de Béchar - Boudghene Ben Ali Lotfi à l'Aéroport d'Alger - Houari-Boumédiène, avec 54 passagers à bord. À son arrivée à Alger, le pirate de l'air a menacé de faire exploser une grenade à moins qu'un communiqué ne soit lu à la télévision algérienne. Bien que le pirate de l'air n'ait pas eu le temps pour les médias, selon les autorités gouvernementales, il voulait lancer un appel pour l'unité nationale et un report des élections. Après plusieurs heures de négociations avec le ministre algérien de l'Intérieur, le pirate de l'air a libéré les passagers et s'est rendu.
- Le 25 juillet 1991, l'avion Fokker F27  immatriculé sous le numéro (7T-VRM), qui décollait de l'Aéroport de Tamanrasset - Aguenar - Hadj Bey Akhamok en direction de l'Aéroport d'In Guezzam, L'accident a été causé par un avion qui a rebondi et atterri, provoquant l'effondrement de l'équipement de nez.
- Le 21 décembre 1994, le Boeing 737  immatriculé sous le numéro (7T-EAU), appartenant et étant exploité par Air Algérie avait été loué par Phoenix Aviation afin d'opérer une série de vols d'exportation d'animaux vivants du Royaume-Uni vers la France et les Pays-Bas. L'avion a décollé d'Amsterdam pour un vol à destination de Coventry où il n'a pas été en mesure de capter l'ILS car son système de navigation n'était pas conforme. L'avion est descendu sous la hauteur minimale (MDH) pour la procédure d'approche et est entré en collision avec un pylône d'électricité qui était situé sur le prolongement de l'axe de la piste. L'avion a percuté le sol dans une zone boisée à proximité de la lisière de l'agglomération résidentielle. Un incendie intense s'est ensuivi. Les 3 membres d'équipage et les deux passagers sont morts.
- Le 25 juillet 1996, l'avion Boeing 767 sur un vol intérieur de l'Aéroport d'Oran - Ahmed Ben Bella à l'Aéroport d'Alger - Houari-Boumédiène, Juste avant le départ d'Oran, un pirate de l'air a demandé à être transporté par avion aux États-Unis. Les autorités ont négocié la libération de tous les otages et ont arrêté l'homme au bout de quatre heures et demie.
- Le 19 janvier 2003, l'avion Boeing 737, le vol 6025 a été détourné lors d'un vol intérieur de l'Aéroport de Constantine - Mohamed Boudiaf à l'Aéroport d'Alger - Houari-Boumédiène, un avion a été détourné peu de temps après le décollage, et le pirate de l'air a exigé que l'avion soit transporté en Corée du Nord. Le pilote s'est rendu en Algérie, où l'intervention rapide de la police de l'Aéroport d'Alger - Houari-Boumédiène a conduit à l'arrestation de l'auteur.
- Le 6 mars 2003 à 15 h 15 heure locale (14 h 15 GMT), l'avion Boeing 737-200, vol 6289[75] assurant la liaison entre Tamanrasset et Alger via Ghardaia, tente de décoller de l'aéroport de Tamanrasset. Durant le décollage sur la piste 02, un grand bruit se fait entendre après la rotation; Le moteur gauche de l'appareil tombe en panne. L'avion fait une embardée à gauche. Le commandant de bord prend les commandes. L'avion perd progressivement de la vitesse, décroche et s'écrase avec le train toujours sorti, à environ 1 645 mètres du point d'envol, à gauche de la piste. 96 des 97 passagers et les 6 membres d'équipage de l'appareil ont péri. 1 seul passager a survécu au crash, assis au dernier rang et non attaché selon ses déclarations ultérieurs : il a été éjecté de l'avion par le choc et a réchappé à l'accident et l'incendie. Au total, l'accident a fait 102 morts. C'est la pire catastrophe aérienne que le pays ait connu depuis son indépendance
- Le 19 août 2003, l'avion Boeing 737, un avion qui effectuait un voyage d'Alger à Lille via Oran a été détourné par un passager de 55 ans atteint de troubles psychiatriques après son décollage d'Algérie. L'équipage est menacé par ce qu'il prétendait être une grenade à main et a exigé de se rendre à Genève. L'équipage l'a convaincu de s'arrêter à Oran pour faire le plein. À Oran, le pirate s'est rendu aux forces de l'ordre.
- Le 13 août 2006, le Lockheed C-130 Hercules, immatriculé sous le numéro (7T-VHG), a décollé de l'Aéroport d'Alger - Houari-Boumédiène à 17 h 05 pour un vol cargo à destination de Francfort avec un équipage de trois personnes à bord. Alors qu'il naviguait au-dessus du nord de l'Italie, le copilote informe l'ATC de la panne du système de pilotage automatique. Moins d'une minute plus tard, l'avion entame une descente incontrôlée au cours de laquelle l'alarme de survitesse retentit dans le cockpit. l'avion s'écrase dans un terrain découvert situé au sud-ouest de Piacenza. L'avion s'est totalement désintégré à l'impact et les trois membres d'équipage ont été tués. Un grand cratère a été trouvé au point d'impact et des débris ont été retrouvés jusqu'à 800 mètres à la ronde.
- Le 24 juillet 2014, le vol 5017 Air Algérie, un McDonnell Douglas MD-83 assurant la liaison entre l'aéroport de Ouagadougou (Burkina Faso) et l'aéroport d'Alger - Houari Boumédiène (Algérie) s'est écrasé environ 50 minutes après son décollage. La non-activation des systèmes de dégivrage par l'équipage alors que l'appareil volait en conditions givrantes est très probablement la cause de l'accident. Les 116 passagers et membres d'équipage ont trouvé la mort[76],[77].

## Gouvernance

### Liste des dirigeants de la compagnie
- Laroussi Khalifa (1965-1967)
- Saïd Aït Messaoudene (1968-1972)
- Mohamed Tayeb Benouis (2001-2007)
- Abdelwahid Bouabdellah (2008-2011)[78]
- Mohamed Salah Boultif (2011-2015)[79]
- Mohamed Abdou Bouderbala (2015-2017)[80],[81]
- Allache Bakhouche (2017-2021)[82],[83]
- Amine Mesraoua (2021-2022)[84]
- Yacine Benslimane (juin 2022 - février 2024)[85],[86]
- Hamza Benhamouda (depuis le 7 février 2024)[87],[88]